# World Society for the Protection of Animals
World Society for the Protection of Animals (w skrócie WSPA) – jest to międzynarodowa organizacja non-profit, mająca na celu polepszanie warunków życia zwierząt na świecie oraz federacja ponad 900 organizacji o podobnej działalności działających w ponad 150 krajach. 

## Organizacja
WSPA posiada trzynaście biur, w krajach: Australia, Brazylia, Kanada, Kolumbia, Kostaryka, Dania, Niemcy, Holandia, Nowa Zelandia, Tanzania, Tajlandia, Stany Zjednoczone i Wielka Brytania. Główne biuro znajduje się w Londynie.

### Historia
WSPA powstało w wyniku połączenia dwóch podobnych organizacji w 1981 roku:
- World Federation for the Protection of Animals (WFPA) – założone w 1953 roku
- International Society for the Protection of Animals (ISPA) – założone w 1959 roku

### Cele
Według samej organizacji, wizją WSPA jest świat, w którym dobrostan zwierząt ma znaczenie, a ich cierpienie kończy się wraz z misją WSPA budowania zjednoczonego, globalnego ruchu na rzecz zwierząt.

## Kampania
Oprócz standardowych działań, jak sprzeciw ogólnemu, okrutnemu traktowaniu, wykorzystywaniu i zanęcaniu się nad zwierzętami, kampania WSPA stosuje działania sprzeciwiające się specyficznym rodzajom nieetycznego traktowania zwierząt i wykorzystywaniom, takim jak walki byków (przy udziale WSPA zakazano korrid w Katalonii), wielorybnictwo, tańce i ataki niedźwiedzi (ang. Bear-baiting), łapanie i utrzymywanie delfinów, intensywna hodowla zwierząt, jak i również traktowanie koni roboczych i zwierząt domowych.
Działalność WSPA związana z niedźwiedziami jest szczególnie znana. Ich obecne działania skierowane są w kierunku zaprzestania praktyk hodowli, walk i ”tańców” niedźwiedzi. Praca WSPA przyczyniła się w dużym stopniu do zaprzestania walk niedźwiedzi na terenie Pakistanu
Obok kampanii, WSPA doradza rządom państwowym i promuje legislację, która mogłaby polepszyć położenie zwierząt. Ich międzynarodowa kampania na rzecz UDAW (Universal Declaration on Animal Welfare} ma na celu zatwierdzenie przez ONZ zbiór praw respektujących ochronę zwierząt.
Organizacja urządza również programy edukacyjne na temat, jak pracować i opiekować się zwierzętami, włączając w to program dla weterynarzy, właścicieli zwierząt i dzieci.

## Opieka nad zwierzętami
Oprócz organizacji kampanii, WSPA aktywnie pomaga zwierzętom w potrzebie, podczas następstw kataklizmów naturalnych czy wojen. Wiele zwierząt staje się bezdomnymi, kiedy ich właściciele giną lub zmuszeni są do ucieczki (zwierzęta te potrzebują jedzenia, schronienia i opieki lekarskiej). Dzikie zwierzęta często cierpią z powodu naturalnych katastrof. Utrata zwierząt użytecznych w wyniku katastrof odbija się na życiu ludzi, utrudniając lokalne utrzymanie się i odbudowę społeczeństwa. Klęski wpływają na historię współczesną, włączając tsunami w 2004 roku czy huragan Katrina, gdzie WSPA zorganizowało schronienie, żywność i opiekę lekarską dla bezdomnych zwierząt. Również WSPA zapewniło ewakuację z Kuby od huraganu Paloma. WSPA jest pierwszą organizacją, która rozpoczęła działania związane z ochroną zwierząt po uderzeniu cyklonu Nargis w Birmie w 2008 roku.